# Denise Oliveira
Denise Oliveira (ur. 20 stycznia 1965) – brazylijska judoczka.
Uczestniczka mistrzostw świata w 1993 i 1999. Startowała w Pucharze Świata w 1997. Mistrzyni igrzysk Ameryki Południowej w 1994 i druga w 1998. Brązowa medalistka mistrzostw panamerykańskich w 1999 roku.